# Ель-Матайя
Ель-Матайя (англ. al-Matayiah, араб. المتاعية) — поселення в Сирії, що об'єднує друзьку спільноту в нохії Ель-Джіза, яка входить до складу мінтаки Дар'а в південній сирійській мухафазі Дар'а.